# Un appartamento a buon mercato
Un appartamento a buon mercato è un racconto incluso in Poirot indaga, la prima raccolta di racconti di Agatha Christie con protagonista il piccolo e geniale investigatore belga Hercule Poirot, pubblicato per la prima volta nel Regno Unito nel 1924.

## Trama
Hastings si trova a casa di un amico, insieme ad altre persone, e il gruppo comincia a parlare di appartamenti e case. Alla discussione partecipa anche la giovane famiglia Robinson, e la donna racconta di come sono riusciti ad affittare un bellissimo appartamento a Knightsbridge di alto valore ad un prezzo bassissimo. 
Il giorno dopo Hastings racconta l'aneddoto a Poirot, che rimane subito fortemente colpito e comincia ad investigare. I due si recano così all'edificio dove si trova l'appartamento, e il portiere dice loro che i Robinson abitano lì da sei mesi, nonostante il marito abbia detto a Hastings che era da pochissimo che si erano trasferiti là. Poirot affitta un appartamento del palazzo e riesce ad entrare in quello dei Robinson e modifica le serrature in modo da poterci entrare senza problemi tutte le volte che vuole. Il giorno dopo, l'investigatore belga racconta a Hastings quello che gli ha detto Japp a proposito di un furto avvenuto in America. Degli importanti piani navali americani sono stati rubati da un italiano di nome Luigi Valdarno che è riuscito a passarli ad una spia, Elsa Hardt, prima di essere ucciso a New York. La descrizione della spia è incredibilmente somigliante alla figura della signora Robinson. 
Quella notte, quando i Robinson sono fuori, Poirot e Hastings sorvegliano l'appartamento. Ben presto arriva un italiano che vuole uccidere la spia e il suo complice per vendicare la morte di Valdarno, e Poirot e Hastings riescono a disarmarlo e a condurlo in un'altra casa di Londra dove vivono le due spie adesso, dopo essere stati per un po' nel palazzo a Knightsbridge, sotto il falso nome di Robinson. La coppia diabolica aveva deciso poi di trasferirsi ed affittare la casa ad una coppia che si chiamava per davvero Robinson, sperando che i due fossero uccisi al posto loro. Poirot riesce a far confessare alla Hardt il luogo dove ha nascosto i piani americani, in modo da comunicarlo poi a Japp che arriva per arrestare le due spie.

## Edizioni
- Agatha Christie, Un appartamento a buon mercato, traduzione di Lidia Lax, collana Oscar Mondadori, Mondadori, 2006,  p. 236, ISBN 88-04-51610-0.